# Cesar Jōzei
Cesar Jōzei (陽成天皇 Jōzei-tennō, 2. januar 869 - 23. oktober 949) je bil 57. japonski cesar v skladu s tradicionalnim redom nasledstva. Vladal je med letoma 876 in 884.

## Tradicionalna zgodba
Pred njegov vzponom na krizantemin prestol je bilo njegovo osebno ime (imina) Sadaakira Šinnō (貞明親王).
Jōzei je bil najstarejši sin cesarja Seiva. Njegova mati je bila cesarica Fudžiwara ne Takaiko, ki je bila po njeni abdikaciji znana tudi kot cesarica Nidžō. Bila je sestra Fudžiwara no Motocuneja, ki je bil pomembna oseba v življenju mladega cesarja.
Na starodavnem Japonskem so živeli štirje plemeniti klani, ti. Genpeitōkicu (源平藤橘). Ena od teh klanov, klan Minamoto (源氏), je znan tudi kot Gendži. Jōzei Gendži (陽成源氏) izhajajo iz 57. cesarja Jōzeija.
Jōzei je imel devet cesarskih otrok, rojenih po njegovi abdikaciji.

## Dogodki tekom življenja cesarja Jōzeija
Jōzei je postal cesar, ko je bil še nezrel mlad fant.
- 869 (Džōgan 10): Rojstvo cesarja Jōzeija; Seiva ga naslednje leto imenuje za dediča.[8]
- 18. december 876 (Džōgan 18, 29. dan 11. meseca): V 18. letu vladavine cesarja Seiva (清和天皇十八年) le-ta odstopi v korist svojega sina, kar je pomenilo, da je mladi otrok prejel nasledstvo (senso). Kmalu zatem formalno pristopi k prestolu (sokui) kot cesar Jōzei.[9]
- 20. januarja 877 (Gangjō 1, 3. dan 1. meseca): Jōzei je formalno ustoličen pri starosti 8 let; razglasijo začetek nove ere nengō . Ker pa še niso dokončali novega cesarskega bivališča, je moral sprva živeti drugje v palači.
- 877 (Gangjō 1, 2. mesec): V provinco Izumo prispejo ambasadorji iz kraljestva Baekje, a so jih zavrnili.
- 877 (Gangjō 1, 6. mesec): Zgodi se velika suša, zato žrtvujejo v templjih Hačiman, Kamo in drugih v provinci Ise. Sčasoma je začelo deževati.
- 883 (Gangjō 7, 1. mesec): V zgodnjih najstniških letih je Jōzei pogosto preživljal čas sam; včasih je hranil kače z živimi žabami, da bi videl, kako jih plazilec pogoltne, včasih pa je hujskal pse in opice v medsebojni boj. Sčasoma je postala zabava bolj nevarna, saj je sam usmrtil kakšnega zločinca. Ko se je razjezil, je lovil tiste, ki so si upali spregovoriti. Včasih je povlekel svoj meč. Kanpaku Fudživara no Motocune je izrabil vsako priložnost, da bi cesarja pripravil do bolj dostojnega vodenja, a je le-ta zatiskal ušesa vsem očitkom.[10]
- 884 (Gangjō 8, 1. mesec): Ekstravagantne in nevarne navade mladega cesarja so ostale nespremenjene. Nekoč je Motocune prišel na dvor in ugotovili, da je Jōzei priredil bizaren scenarij za svojo zabavo: nekaj možem je naročil, naj se povzpnejo visoko na drevesa. Drugi možje so jih nato zbadali s kopji, dokler niso padli z drevesa in umrli. Zaradi tega je Motocune menil, da je cesar preveč »neprimeren« za vladanje in z omahovanjem spoznal, da ga je potrebno zamenjati. Kmalu zatem je cesarju predlagal, da bi priredili konjsko dirko, ker je tako pogosto sam in zdolgočasen. Jōzeija je ideja pritegnila in nestrpno je spodbujal Motocuneja, naj določi čas in kraj dogodka. Odločeno je bilo, da bo ta posebni dogodek potekal na 4. dan 2. meseca Gangjō 8.[11]
- 4. marec 884 (Gangjō 8, 4. dan 2. meseca): posebna konjska dirka je izvabila cesarja iz palače. Jōzei je potoval s kočijo, ki je bila obdana s težko stražo. Prevoz je bil preusmerjen proti palači Jo seí in (Jang tčhing juan) v Ni zio, kraju, ki se nahaja jugozahodno od mesta Mijako. Motocune se je soočil s cesarjem in mu razložil, da zaradi blaznega vedenja ni primeren za vladanje in da je odstranjen s prestola. Jōzei je ob novici iskreno zakričal, zaradi česar so se prisotni od sočutja kesali.

Po zelo skopih informacijah iz cesarskih arhivov, vključno z viri, kot so Rikokuši, in Nihon Sandai Džicuroku, je cesar ubil enega od svojih podanikov, kar je povzročilo ogromen škandal na dvoru Heian. Japonska družba v obdobju Heian je bila zelo občutljiva glede »onesnaženja«, tako duhovnega kot osebnega. Smrt (predvsem ubijanje živali ali ljudi) je bila najhujši primer onesnaženja, ki zahteva več dni osamitve. Ker so videli cesarja kot povezavo z božanskim, je bilo njegovo dejanje še posebej pogubno. Jōzeijevo dejanje so mnogi dvorjani videli kot zadostni razlog za odstavitev s prestola.
V zapiskih Kitabatakeja Čikafusa iz 14. stoletja je cesar Jōzei prikazan kot »nagnjen k nasilju« in nespodoben za vladanje. Na koncu je Fudživara ne Motocune, ki je bil Sesšō (regent za otroka-cesarja, 876-880), Kanpaku (glavni svetovalec ali prvi sekretar cesarja, 880-890) in Daidžō-daidžin (veliki minister v državnem svetu), odločil, da je potrebno Jōzeija odstraniti iz prestola, pri tem pa odkril, da je bilo sprejeto tudi med člani organa kuge soglasje, da je to pravilna in nujna odločitev.
Jōzeija je nasledil očetov stric, cesar Kōkō. Med vladavino Kōkōjevega sina, cesarja Uda, je bivšega cesarja ponovno prizadela mučna norost:
- 889 (Kanpjō 1, 10. mesec): nekdanjega cesarja Jōzeija ponovno napade duševna bolezen. Jōzei je vstopil v palačo in vsakogar nesramno pozdravil. Postajal je vse bolj besen. S strunami glasbil je davil ženske, njihova trupla pa metal v jezero. Med ježo je narekoval konju, naj teče preko ljudi. Včasih je izginil v gore, kjer je lovil divje prašiče in srne sika[13], ki so v šintoistični kozmologiji glasniki kamijev.

Jōzei je živel v pokoju do 80. leta.
Dejansko mesto Jōzeijevega groba je znano. Tradicionalno ga častijo v spominskem šintoističnem svetišču (misasagi) v Kjotu. Uprava japonskega cesarskega dvora je imenovala to mesto za Jōzeijev mavzolej. Formalno se imenuje Kaguragaoka no Higaši no misasagi.

### Kugjō
Kugjō (公卿) je skupni izraz za peščico najbolj vplivnih moških, delujočih na dvoru japonskega cesarja v času pred obdobjem Meidži.
Večino časa so to elitno skupino sestavljali samo trije ali štirje možje naenkrat. Njihovo družinsko ozadje in izkušnje so jih pripeljale do vrha družbe. V času vladavine cesarja Jōzeija so vrh organa Daidžō-kan sestavljali:
- Sesšō, Fudživara ne Motocune (藤原基経), 836-891.
- Kanpaku, Fudživara ne Motocune (藤原基経).
- Daidžō-daidžin, Fudživara ne Motocune.
- Sadaidžin, Minamoto no Tōru (源融).
- Udaidžin, Fudživara ne Motocune.
- Udaidžin, Minamoto no Masaru (源多).
- Naidaidžin (ni imenovan)
- Dainagon, Minamoto no Masaru (源多).
- Dainagon, Minafuči ne Tošina (南淵年名), 807-877

## Obdobja nengō v času vladavine cesarja Jōzeija
Leta vladavine cesarja Jōzeija sovpadajo z več kot enim imenom ere (nengō). V tem času se je tradicija imenovanja er zaradi dobrih znamenj spremenila. Ime obdobja so spremenili zaradi omejevanja učinkov nečesa slabega.
- Džōgan (859-877)
- Gangjō (877-885)

## Družice in otroci
Družica (Hi): cesarska princesa Jasuko (綏子内親王) (u. 925), hčerka cesarja Kōkōja
Družica (Hi): princesa Kjoko (姣子女王; u. 914), hčerka cesarskega princa Koretada
- Cesarski princ Motonaga (元長親王; 901-976)
- Četrti sin: cesarski princ Mototoši (元利親王; u. 964)
- Cesarska princesa Čōši (長子内親王; u. 922)
- Cesarska princesa Genši (儼子内親王; u. 930)

Dvorna gospa: hčerka Fudživara no Tōnaga
- Cesarski princ Motojoši (元良親王; 890-943)
- Cesarski princ Motohira (元平親王; u. 958)

Dvorna gospa: hčerka klana Ki
- Prvi sin: Minamoto no Kijokage (源清蔭; 884-950), Dainagon 948-950

Dvorna gospa: hčerka Toma Jasuhira
- Minamoto no Kijomi (源清鑒; u. 936)

Dvorna gospa: hčerka klana Saeki
- Minamoto no Kijotō (源清遠; u. 912)